# (533563) 2014 JW80
(533563) 2014 JW80 est un transneptunien faisant partie des objets épars. Une étude de 2021 a indiqué qu'il était potentiellement en résonance 1:10 avec Neptune.
Son diamètre est estimé à environ 300 km, ce qui pourrait le qualifier comme candidat au statut de planète naine.